# Steinway-Tunnel

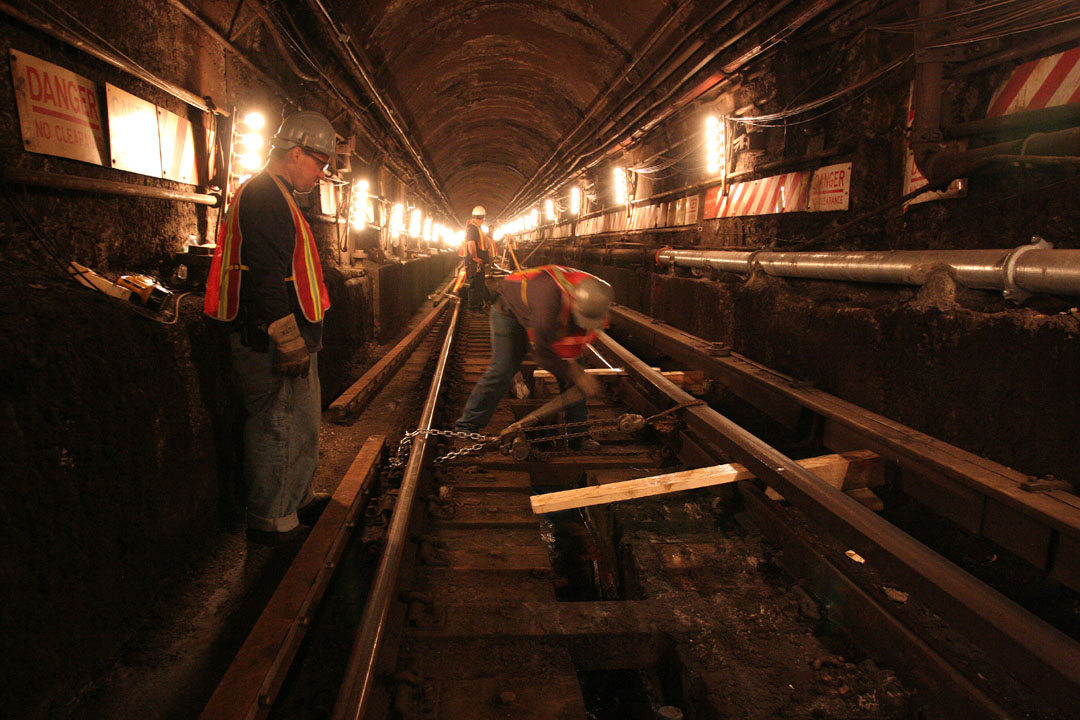
Steinway-Tunnel

Der Steinway-Tunnel ist ein U-Bahn-Tunnel unter dem East River mit zwei eingleisigen, schmalprofiligen Röhren, der die New Yorker Stadtteile Midtown Manhattan und Long Island City miteinander verbindet. Er gehört zur heutigen IRT Flushing Line der New York City Subway und wird von der Linie 7 befahren. Benannt ist er nach dem ersten seiner beiden Erbauer, William Steinway und August Belmont junior.

## Vorhaben
Die ersten Planungen, einen Eisenbahntunnel unter dem East River hindurch zu graben, stammen aus dem Jahr 1885. Am 22. Dezember wurde die East River Tunnel Railroad Company gegründet mit dem Ziel, die Gleise der Long Island Rail Road (LIRR) in Long Island City und der New York Central & Hudson River Railroad in New York City auf unterirdischem Wege miteinander zu verbinden. Dies geschah vor dem Hintergrund des damals größten örtlichen Verkehrsproblems überhaupt, dass der Großraum New York durch große, schwer zu überwindende Wasserflächen in viele Teile zerschnitten war. Außerdem kamen die Planungen zum Bau der Queensboro Bridge zu dieser Zeit nicht voran.
Doch die East River Tunnel Railroad Company kam nicht über Bodenuntersuchungen hinaus, und so gründeten daraufhin Walter S. Gurnee und Malcolm W. Niven am 22. Juli 1887 die New York & Long Island Railroad Company, und schon bald begannen die Planungen.
Der Tunnel sollte auf New Yorker Seite in der Nähe der Hudson River Docks in Manhattan beginnen, von dort aus entlang der 42nd Street zum Grand-Central-Bahnhof führen und weiter geradeaus unter dem East River hindurch. In Long Island City sollte der Tunnel in Höhe der Fifth Street (heute: 49th Avenue) die Uferlinie queren, dann nacheinander die 4th Street (heute 50th Avenue), die Jackson Avenue und schließlich die Thomson Avenue entlangführen und schließlich den damaligen Endbahnhof Hunter’s Point der LIRR erreichen. Die Gesamtkosten für den 5,6 Meilen (etwa 9 km) langen Tunnel sollten 11,7 Millionen US-Dollar betragen.
Die veranschlagte Summe überstieg die finanziellen Möglichkeiten der Gesellschaft bei weitem. So stieg im Juli 1891 der Klavierbauer William Steinway, der in Astoria neben seiner Fabrik beträchtliches Immobilienvermögen erworben hatte, als Hauptaktionär ein und wurde neuer Vorsitzender der Gesellschaft. Der Tunnel sollte daraufhin seinen Namen erhalten, Steinway-Tunnel (Steinway Tunnel).
Am 7. Juli 1892 begannen die Bauarbeiten. An der Ecke Vernon Boulevard, Jackson Avenue und 50th Avenue wurde zuerst ein 85 Fuß (25,91 m) tiefer Schacht gegraben, an dessen Sohle ab Dezember der horizontale Vortrieb begann. Am 28. Dezember kam es beim Versuch, gefrorenes Dynamit zu erwärmen, zu einer unkontrollierten Sprengstoffexplosion, die fünf Tote und zwölf Verletzte forderte. Zahlreiche umliegende Häuser wurden teils schwer beschädigt. Angesichts entsprechend hoher Schadenersatzforderungen sah sich die Gesellschaft dadurch faktisch ruiniert. Der Versuch, weitere Gelder einzuwerben, scheiterte am Börsenkrach von 1893. Daraufhin wurden die Bauarbeiten nach nunmehr insgesamt 32 Fuß (9,75 m) Tunnel eingestellt.

## Ära Belmont
Im Februar 1902 kaufte die Interborough Rapid Transit Company (IRT) unter August Belmont junior die New York & Long Island Railroad und dazu den Straßenbahnbetreiber New York and Queens County Railway aus Long Island City auf. Belmont hatte 1899 den Zuschlag für Bau und Betrieb der ersten New Yorker U-Bahn-Strecke erhalten und sich mit Übernahme der Manhattaner Hochbahnen eine monopolartige Stellung im Nahverkehr der Stadt verschafft. Er hoffte, sich mit dieser Übernahme auch in Queens eine entsprechende Stellung verschaffen zu können.
Dazu wurden die Baupläne für den Tunnel dahingehend geändert, dass er nur noch von der elektrischen Straßenbahn befahren werden sollte. Der Tunnelquerschnitt wurde verkleinert, die Steigungen erhöht und die Strecke verkürzt. Der Tunnel sollte nun mit einer Wendeschleife Ecke 42nd Street und Fourth Avenue in Manhattan beginnen und bis zum Vernon Boulevard in Queens führen. Dort sollte über eine Rampe die Straßenbahn der New York and Queens County Railway angeschlossen werden. Dazu kamen drei unterirdische Stationen, Lexington Avenue in Manhattan sowie Jackson Avenue und Van Alst Avenue mit einer weiteren Wendeschleife in Queens. Die Gesamtkosten beliefen sich auf nunmehr 8 Millionen US-Dollar.
Die Bauarbeiten begannen am 14. Juli 1905; diesmal wurde von vier Stellen aus gegraben. Zu dem bisherigen Schacht kam eine Baugrube in Höhe Lexington Avenue und dazu noch zwei Senkkastenpaare, das eine inmitten des East River und das andere auf dem Man-o’-War-Riff, der heutigen Belmont Island. Im September 1907 war der Tunnel nach 26 Monaten Bauzeit vollendet. Die Eröffnung fand am 24. September statt.
Für den Betrieb standen 50 Straßenbahnwagen zur Verfügung. Sie besaßen einen 42'5" (12,93 m) langen und 8'11" (2,72 m) breiten Ganzstahl-Wagenkasten mit beidseitigen halboffenen Einstiegen an den Enden und ließen Mehrfachtraktion zu. Als Stromzufuhr diente eine von der Tunneldecke abgehängte Eisenschiene, die von einem 11 3/8" (29 cm) hohen gefederten Scherenstromabnehmer auf dem Wagendach von unten bestrichen wurde. Für den Einsatz auf den Straßen Long Island Citys waren die Wagen zusätzlich mit Stangenstromabnehmern ausgerüstet.
Allerdings war die ursprünglich gewährte Konzession bereits am 1. Januar selbigen Jahres ausgelaufen, und die Stadt New York war nicht bereit, diese weiter zu verlängern. Die Stadt wollte im Gegensatz zu früheren Jahren keine U-Bahnen im Privatbesitz mehr dulden und verhinderte mit einigen juristischen Winkelzügen die eigentliche Inbetriebnahme. So blieb der Tunnel für die folgenden fünf Jahre außer Betrieb. Belmont verkaufte ihn 1913 schließlich im Zuge der Doppelverträge für 3 Millionen Dollar (nach heutigem Wert ca. 85.000.000 US-Dollar) an die Stadt New York, die ihn in ihre U-Bahn-Pläne aufnahm. Die geplante Schnellbahnstrecke sollte vom Times Square durch den Tunnel hinüber nach Long Island City und von dort weiter Richtung Flushing führen; für den Betrieb sollte die IRT verantwortlich sein.

## Ausbau als U-Bahn-Tunnel
Im Zuge der Eignungsprüfung wurde festgestellt, dass der Tunnelquerschnitt den Spezifikationen der bisherigen U-Bahnen entsprach. Daraufhin entschied man sich entgegen den ursprünglichen Planungen der IRT, die eine Wiederaufnahme des Straßenbahnbetriebs vorsahen, für den Ausbau zum vollwertigen U-Bahn-Tunnel. Dazu wurden die Bahnsteige verlängert und erhöht sowie Stromschienen und Signale eingebaut. Gleiswechsel ersetzten die beiden Wendeschleifen, und die Station Van Alst Avenue wurde stillgelegt. Am 22. Juni 1916 begann zwischen der Station an der Lexington Avenue, die fortan Grand Central hieß, und Jackson Avenue ein provisorischer Pendelverkehr.

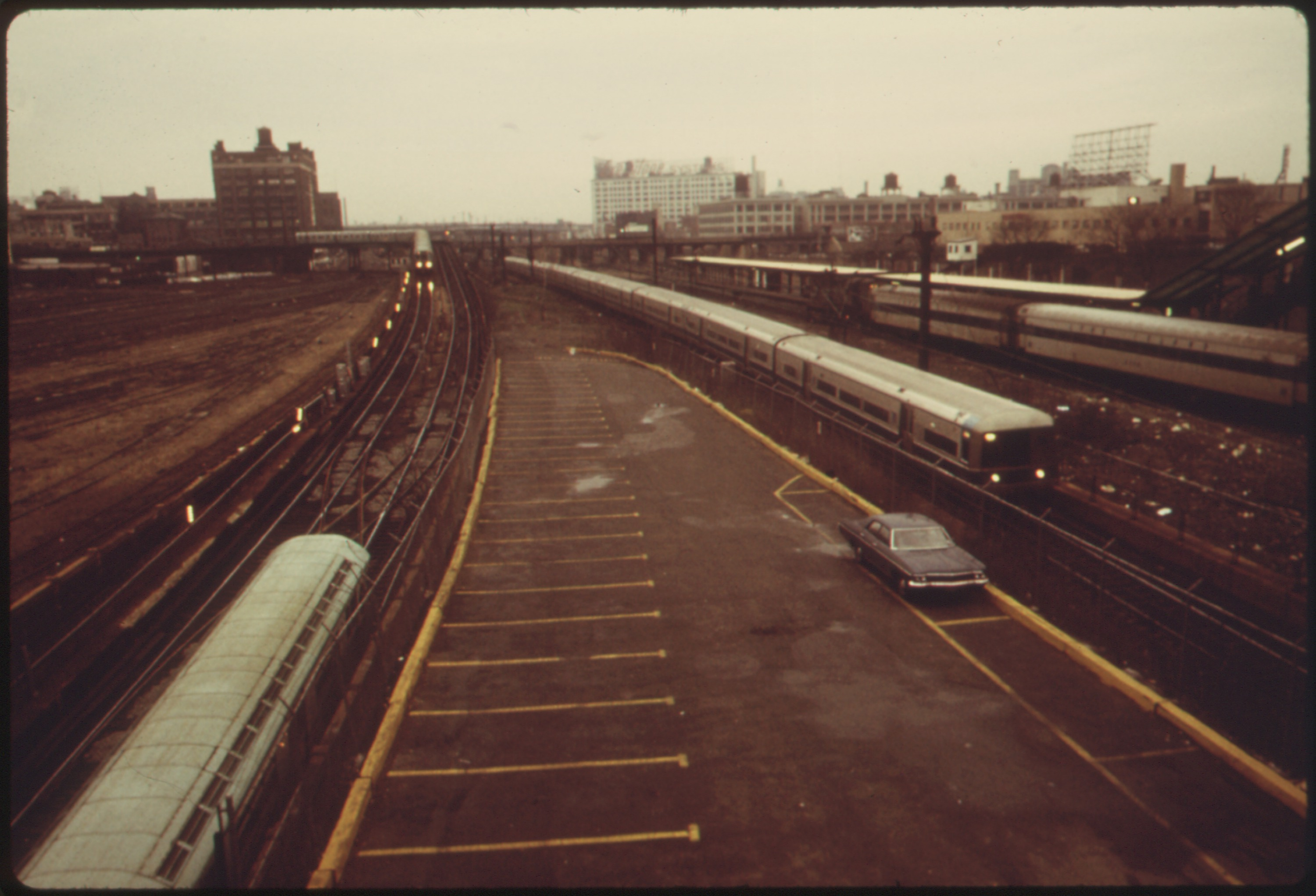
Tunnelrampe in Long Island City

Währenddessen wurden die Bauarbeiten an der geplanten Strecke fortgesetzt. Im Osten wurde der Tunnel bis in Höhe des LIRR-Bahnhofs Hunters Point Avenue verlängert und erhielt in der Nähe eine gleichnamige U-Bahn-Station. Unmittelbar im Anschluss daran entstand eine Rampe hinauf zur elevated subway Richtung Queens Plaza. Hunters Point Avenue eröffnete am 15. Februar 1916, und am 5. November desselben Jahres ging es weiter bis zur Station Queensboro Plaza. Wegen der fehlenden Gleisverbindung zum restlichen Netz der Interborough wurde an der Tunnelrampe eine provisorische Betriebswerkstatt eingerichtet, die bis 1928 genutzt wurde.
Im Westen begannen die Arbeiten Mitte 1922. Der Tunnel wurde unter der 42nd Street, dem Bryant Park und der 41st Street bis zur Eighth Avenue geführt. Dabei wurden alle anderen U-Bahn-Strecken dieser Gegend unterquert. Die Stationen 5th Avenue–Public Library (heute: 5th Avenue) und Times Square mit Umsteigemöglichkeiten zu den Manhattaner Stammstrecken eröffneten am 22. März 1926 und am 14. März 1927.
Da die Tunnelrampen Richtung Queens mit einer Steigung von 4 % erheblich steiler waren als die Spezifikationen der IRT erlaubten, mussten für den Steinway-Tunnel spezielle Fahrzeuge beschafft werden. Diese Wagen vom Typ Steinway besaßen die gleichen Abmessungen wie ein gewöhnlicher U-Bahn-Wagen der IRT, waren jedoch mit einer Getriebeuntersetzung ausgestattet. Für den ursprünglichen Pendelverkehr wurden anfänglich zwölf Wagen beschafft. Mit dem Weiterbau der Strecke bis 1926 kamen noch weitere 126 Exemplare hinzu. Die 50 Wagen des Typs World’s Fair, die für Verstärkerfahrten zur Weltausstellung 1939 New York World’s Fair im Flushing Meadows Park eingesetzt wurden, besitzen die gleiche technische Eigenschaft.
Mit Einführung der viermotorigen U-Bahn-Wagen der Typen R12 und R14 im Jahre 1948 fiel die Notwendigkeit eines speziellen Antriebs weg, so dass der Steinway-Tunnel nunmehr von konventionellen Triebwagen befahren werden konnte. Gleichzeitig wurde das heute noch gültige Linienschema auf den IRT-Strecken eingeführt, wonach die Kurse durch den Steinway-Tunnel der Linie 7 zugeordnet wurden.